# Neoathyreus lyriferus
Neoathyreus lyriferus är en skalbaggsart som beskrevs av Henry Fuller Howden och Gill 1984. Neoathyreus lyriferus ingår i släktet Neoathyreus och familjen Bolboceratidae. Inga underarter finns listade i Catalogue of Life.